# Port Washington (Wisconsin)
Port Washington és una població dels Estats Units a l'estat de Wisconsin. Segons el cens del 2000 tenia 10.467 habitants.

## Demografia
Segons el cens del 2000, Port Washington tenia 10.467 habitants, 4.071 habitatges, i 2.756 famílies. La densitat de població era de 1.049,7 habitants per km².
Dels 4.071 habitatges en un 34,4% hi vivien nens de menys de 18 anys, en un 56,6% hi vivien parelles casades, en un 7,9% dones solteres, i en un 32,3% no eren unitats familiars. En el 26,4% dels habitatges hi vivien persones soles el 9,6% de les quals corresponia a persones de 65 anys o més que vivien soles. El nombre mitjà de persones vivint en cada habitatge era de 2,48 i el nombre mitjà de persones que vivien en cada família era de 3,04.
Per edats la població es repartia de la següent manera: un 25,8% tenia menys de 18 anys, un 8,1% entre 18 i 24, un 31,8% entre 25 i 44, un 21,6% de 45 a 60 i un 12,7% 65 anys o més.
L'edat mediana era de 36 anys. Per cada 100 dones de 18 o més anys hi havia 96,2 homes.
La renda mediana per habitatge era de 53.827 $ i la renda mediana per família de 62.215 $. Els homes tenien una renda mediana de 42.266 $ mentre que les dones 26.532 $. La renda per capita de la població era de 24.862 $. Aproximadament el 2,7% de les famílies i el 4,2% de la població estaven per davall del llindar de pobresa.

## Poblacions més properes
El següent diagrama mostra les poblacions més properes.